# ГЕС Веморк
ГЕС Веморк – гідроелектростанція в південній частині Норвегії, за 120 кілометрів на захід від Осло. Розташована між ГЕС Фрейстуль (Frøystul, 45 МВт, вище по течії) та ГЕС Согейм, входить до складу каскаду на річці Мона, котра тече по долині Вестфіордален між озерами Месватн та Тінншо, що належать до Шієнського водозбору, нижня ланка якого, річка Шієнсельва, впадає до однієї з заток протоки Скагеррак. Станція відома широкому загалу передусім спрямованими проти неї диверсійними операціями союзників під час Другої світової війни, коли цю ГЕС контролювали гітлерівці.

## Гребля Скарфосс

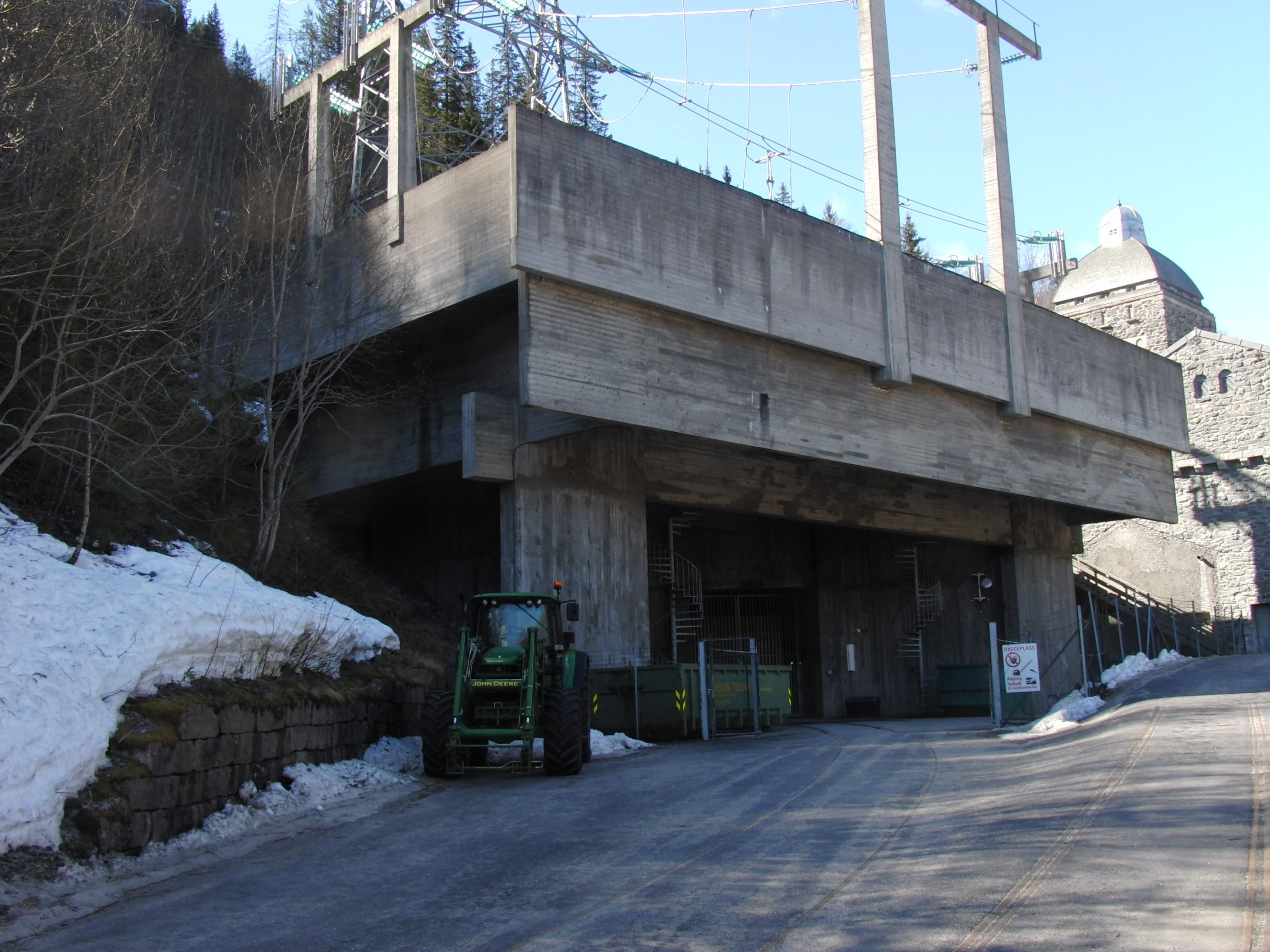
В’їзд до підземного машинного залу

Ресурс для роботи всього каскаду на Моні накопичується у сховищі Месватн, яке передує ГЕС Фрейстуль та має корисний об’єм у 1064 млн м³. Відведення ж води для ГЕС Веморк здійснюється за допомогою греблі Скарфосс, при цьому вперше споруду з такою назвою звели в 1908-1911 роках. Це була бетонна гребля з кам’яним (гранітним) облицюванням висотою 14 метрів та довжиною 120 метрів, із гребенем на позначці 855,5 метра НРМ. Стилізована під мури середньовічного замку, вона мала вежу в центральній частині, а ще одна, більша за розмірами вежа, підіймалась над водозабірною спорудою (наразі її зберегли, на відміну від центральної). 
У 1960-му на заміну попередній звели нову греблю висотою 16 м і довжиною 224 м. Цю споруду розташували трохи нижче по течії від старої, вона мала гребінь на позначці 859,7 м НРМ. Гребля утримувала водосховище з площею поверхні 1,06 км² та корисним об’ємом 4 млн м³, у якому допускалось коливання рівня в операційному режимі між позначками 855,6 та 857,1 м (стара гребля, хоч і позбавлена своєї середньовічної стилізації, залишилась).
У 2012-2014 роках ще на десяток метрів нижче звели нову бетонну гравітаційну греблю висотою 18 м і довжиною 168 м, при цьому параметри сховища залишились незмінними. Слідом за цим другу греблю демонтували.

## Дериваційні тунелі
Перед греблею Скарфосс виведено тунель для постачання додаткового ресурсу з річки Hjerdola, лівої притоки Мони, яка впадає в неї нижче порогів. Ця споруда має довжину 2,25 км та перетин 7,4 м².
В той самий час, від греблі по правобережжю прямує головний дериваційний тунель довжиною 4,2 км. На своєму шляху він отримує поповнення з приток Мони Djuperjernselv, Bekk 2 fra Heksefjel, Bekk 1 fra Heksefjel та Bekk fra Vemorktoppen. У 1947 році паралельно до нього на останніх 1,4 км траси проклали додатковий тунель, а в 1993-му суттєво збільшили перетин початкової частини.

## Стара ГЕС

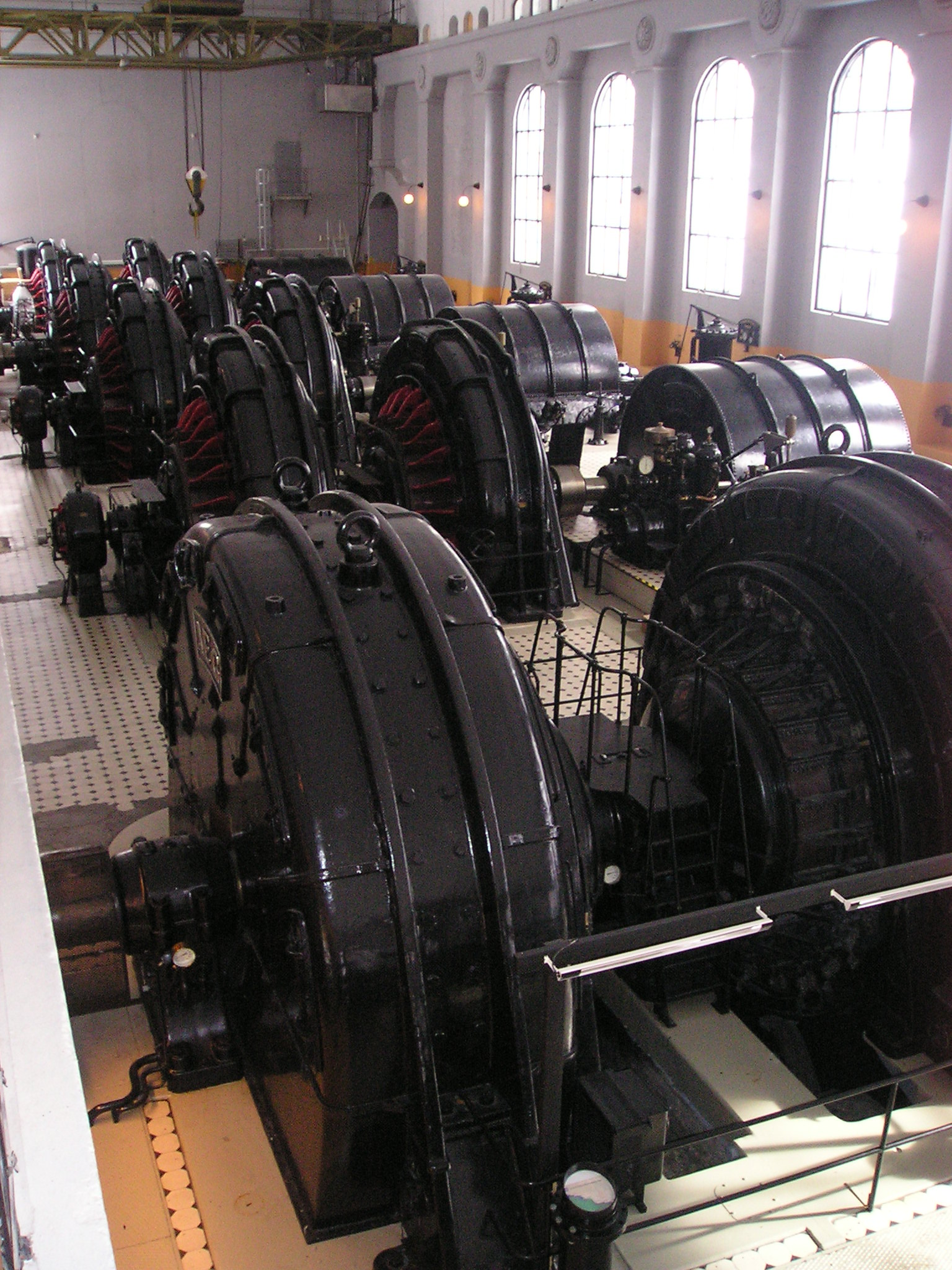
Гідроагрегати старої станції

У 1911 році станцію запустили з десятьма агрегатами загальною потужністю 108 МВт. При цьому по п'ять турбін типу Пелтон виготовили німецька J. M. Voith  та швейцарська Escher Wyss, тоді як генератори змінного струму постачили шведська АСЕА та так само швейцарська Brown Bovery & Cie (BBC). Вироблена електроенергія використовувалась у промисловості азотних добрив. В 1918-1919 роках турбіни модернізували, внаслідок чого потужність ГЕС зросла до 118 МВт. А у 1954-1958 обладнання виробництва J. M. Voith замінили турбінами французької Neypric, що збільшило загальну потужність об'єкта ще на 5 МВт.
Внаслідок зміни технології на заводі-споживачі у 1929-му гідроагрегати перевели на виробництво постійного струму. Кожен з них отримав по 2 генератори потужністю по 6 МВт, що на період до виведення старої ГЕС з експлуатації у 1971 році зробило її найпотужнішою в світі станцію постійного струму. Для агрегатів №№ 1-6 нові генератори постачили німецькі Siemens та AEG, тоді як №№ 7-10 модернізувала швейцарська Oerlikon.
Безперервність виробничого процесу забезпечували два резервні гідроагрегати №11 та №12. Перший з’явився у 1910-х та мав турбіну Escher Wyss (таку саме, як у описаних вище основних агрегатів) і генератор Oerlikon. А в 1925-му постав агрегат № 12, виготовлена для якого все тою ж Escher-Wyss турбіна мала потужність 13 МВт та належала до іншого типу – Френсіс (на той час вона мала найбільший у світі напір для цього типу обладнання).  

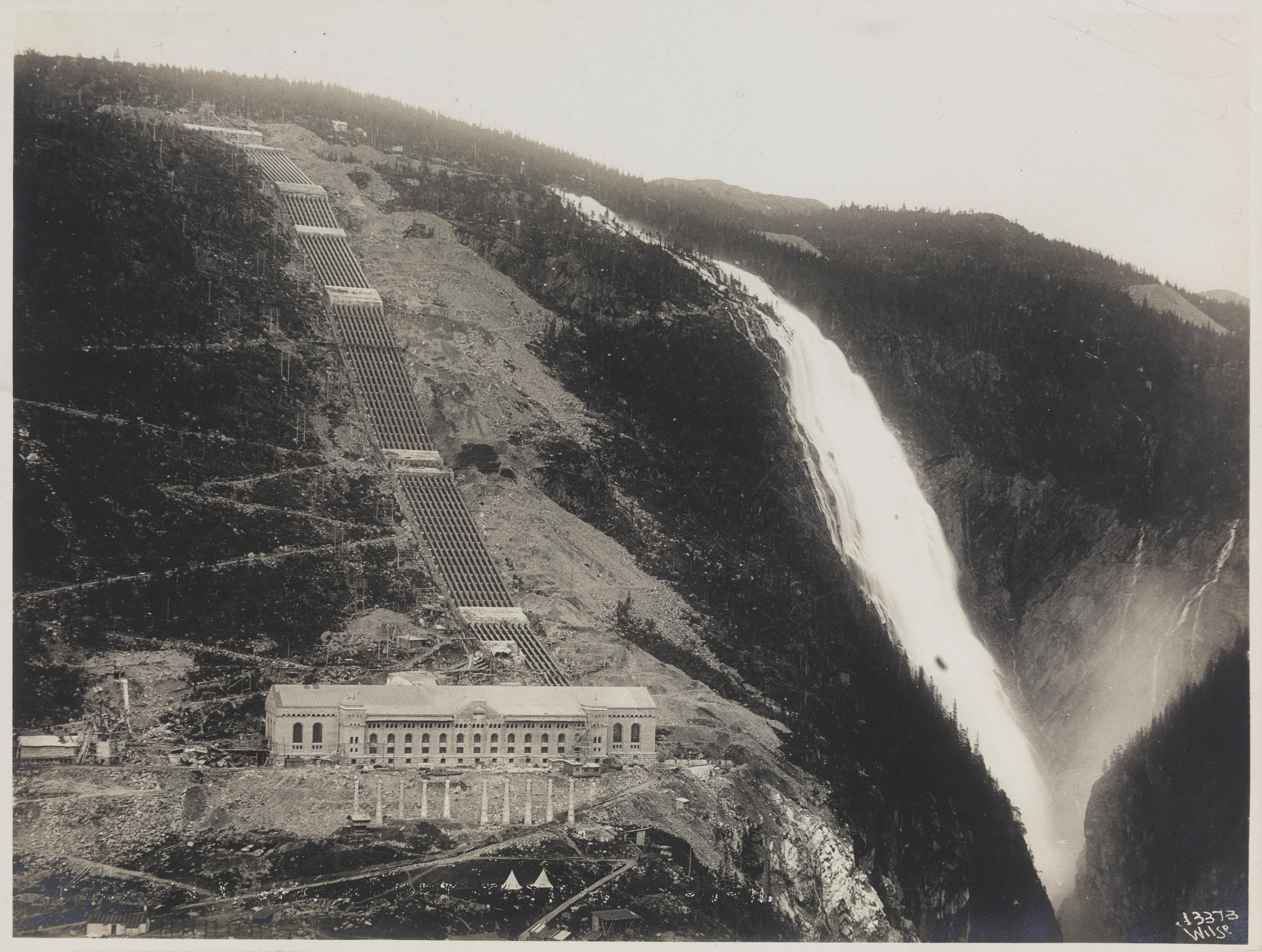
Завод у 1911 році

Подача ресурсу до машинного залу здійснювалась через прокладені по схилу гори 11 напірних водоводів довжиною по 720 метрів зі спадним діаметром від 1,45 до 1,25 метра. Споруджена на заміну старій нова станція використовує пробиту в горі напірну шахту, проте водоводи зберегли як частину музейного комплексу.
Першу ГЕС закрили у 1971 році.

## Нова ГЕС
В 1971 році у Веморку спорудили нову електростанцію з підземним машинним залом (та, як зазначалось вище, схованою у гору напірною шахтою). Її основне обладнання складали дві турбіни типу Френсіс потужністю по 90 МВт, котрі використовували напір у 300 метрів (на той час це вже був звичний та далеко не рекордний показник для радіально-осьових турбін – наприклад, ще в 1949-му на іншій норвезькій станції Hol I запрацювала турбіна Френсіса з напором більше за чотири сотні метрів). 
Наразі загальна потужність станції зазначається як 204 МВт, з річним виробництвом на рівні 1233 млн кВт-год електроенергії.

## Завод із виробництва водню
Розвиток гідроенергетики у долині Вестфіордален був пов’язаний з виробництвом азотних добрив. На початку 20 століття для цього спершу використовували процес Біркеланда – Ейде (виробництво азотної кислоти з повітря за допомогою електричної дуги), який через свою енергозатратність поступився аміачному, при цьому необхідний для останнього водень отримували шляхом електролізу води (в сучасній економіці це відбувається переважно шляхом конверсії метану). Саме таке виробництво запустили у Веморку наприкінці 1920-х.
Разом з основною продукцією завод попутно отримував «важку воду». Під час німецької окупації у 1943 році внаслідок операції Ганнерсайд диверсійна група норвезького руху опору серйозно пошкодила гідролізні батареї, що мало на меті пригальмувати програму Третього рейху з розробки ядерної зброї. Пізніше ГЕС стала об’єктом великого повітряного нальоту авіації союзників, а при вивозі наявних запасів матеріалу внаслідок диверсії на поромі більша їх частина була втрачена.
Завод з виробництва водню припинив свою роботу разом зі старою ГЕС у 1971-му, а ще за шість років його будівля була зруйнована.